# Domènec Francesc Joan Aragó
|  | Per a altres significats, vegeu «Aragó (desambiguació)». |

Domènec Francesc Joan Aragó i Roig (en francès, Dominique François Jean Arago Roig), conegut als Països Catalans com a Francesc Aragó i internacionalment com a François Arago (Estagell, Rosselló, 26 de febrer del 1786 - París, 2 d'octubre del 1853), fou un matemàtic, físic, astrònom i polític nord-català.
Va continuar els treballs de mesura del meridià per definir el metre des de Barcelona fins a Mallorca. Va descobrir diversos fenòmens d'electromagnetisme que li van valer la medalla Copley. Va descobrir que la velocitat de la llum és independent de la velocitat relativa de l'emissor i el receptor, fet que va ser la base pel desenvolupament de la teoria de la relativitat. Va descobrir la polarització de la llum i va desenvolupar la teoria ondulatòria de la llum. Igualment va ser actiu en nombrosos camps com la meteorologia, la geofísica, l'astronomia, l'electromagnetisme.
Com a polític, de profundes idees republicanes, fou un dels signants de la proclamació de la Segona República Francesa, de la qual va ser ministre. Va defensar el sufragi universal i va decretar l'abolició de l'esclavatge a França.
Una bona mostra del seu prestigi, tan acadèmic com polític, es que tot i ser, com a bon republicà, manifestament contrari als emperadors Napoleó I i Napoleó III, cap dels dos es va atrevir a actuar en el seu contra.

## Biografia

### La família nord-catalana dels Aragó
La família nord-catalana de cognom Aragó era coneguda. Aragó era fill del liberal Francesc Bonaventura Aragó i de Maria Roig. Era el més gran dels quatre germans Aragó, els quals tots ells esdevingueren cèlebres personalitats de la França d'aquells temps.
- Joan Aragó (1788-1836) va emigrar cap a l'Amèrica del Nord i esdevingué general de l'exèrcit de Mèxic combatent a la guerra d'independència contra Espanya.
- Jaume Aragó (1799-1855) participà en el viatge d'exploració que Louis de Freycinet dugué a terme amb el vaixell Uranie entre 1817 i 1821; quan tornà del viatge, es dedicà al periodisme i a la literatura.
- Esteve Aragó (1802 - 1892) va escriure un gran nombre d'obres de teatre entre 1822 i 1847 i, segons es diu, va col·laborar amb Honoré de Balzac en l'escriptura de l'Héritière de Birague.

Va mantenir sempre el lligam amb la seva terra, a la qual va retornar en diverses ocasions clau de la seva vida per reflexionar amb tranquil·litat. Es va casar l'11 de setembre del 1811 amb Lucie Carrier-Desombes, amb qui va tenir tres fills:
- Emmanuel Aragó (1812-1896), advocat i polític republicà.
- Alfred Aragó (1815-1892), pintor i inspector general de belles arts.
- Gabriel Aragó (1817-1832)

### Joventut i formació
De jove, Aragó va mostrar vocació militar i fou dut a l'escola municipal de Perpinyà que avui porta el nom de Liceu Francesc Aragó, on va començar a estudiar, fonamentalment literatura.
Un dia va veure un oficial molt jove, que dirigia les obres de reparació de la muralla de la ciutat i li va preguntar com és que havia aconseguit els galons tan ràpid. Aquest oficial li va explicar que havia estudiat a l'École polytechnique, on, per a entrar-hi, s'havia d'aprovar un examen d'ingrés, i que a la biblioteca de l'escola central hi havia publicat el temari de l'examen.

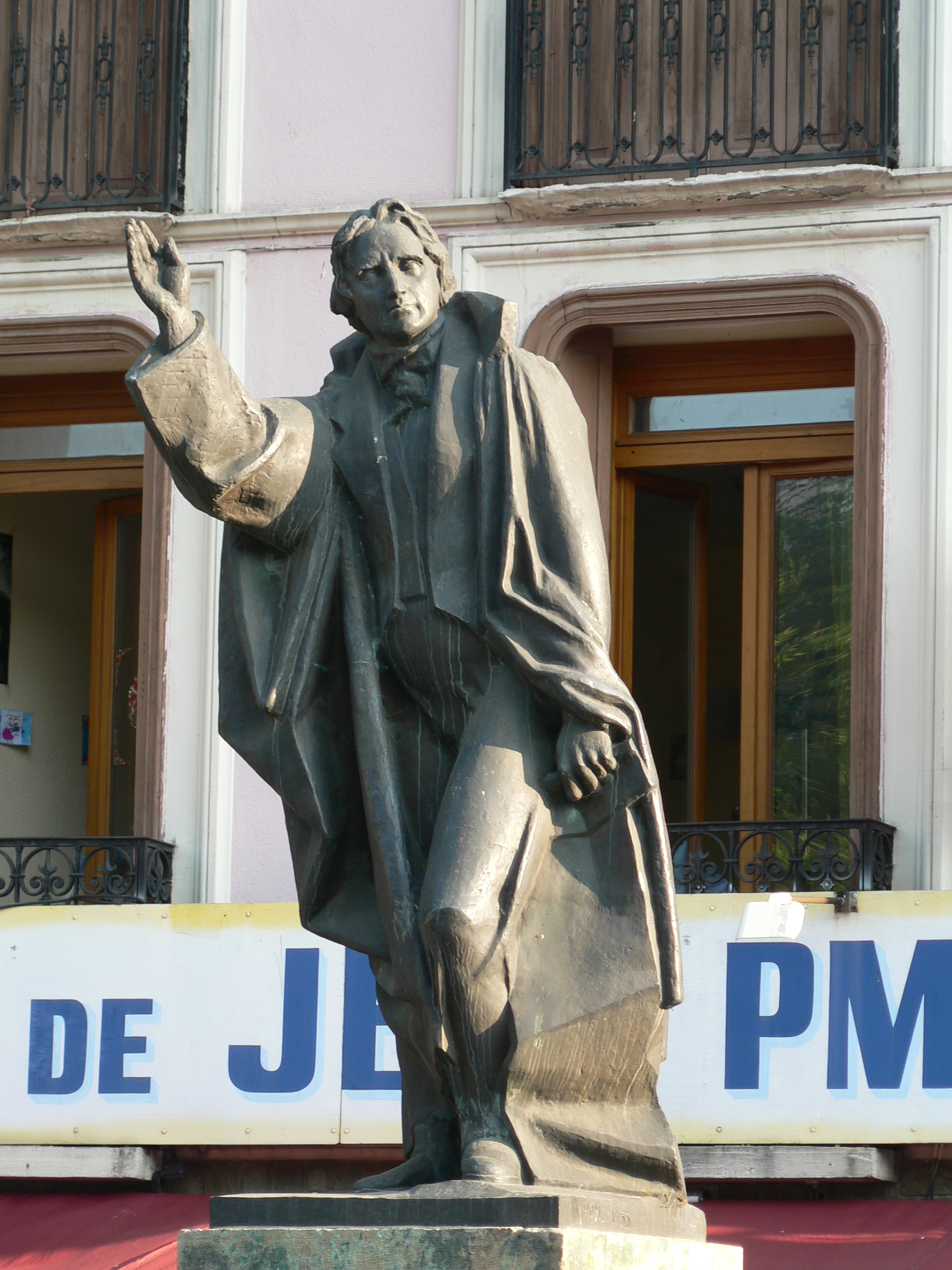
Estàtua d'Aragó a Estagell, el seu poble natiu

A partir d'aquell moment va abandonar l'escola, on només anava a classes de matemàtiques i va preparar pel seu compte el temari per a entrar a l'École polytechnique; en només un any i mig va arribar a dominar totes les matèries del programa. Però aquell any l'examinador Monge no va acudir a Montpeller, i va avisar els estudiants per carta que els examinaria a París. Aragó no va poder desplaçar-se i va ampliar la seva formació de matemàtiques durant un any més estudiant Introducció a l'anàlisi infinitesimal d'Euler, Resolució d'equacions numèriques de Joseph Louis Lagrange, Teoria de les funcions analítiques de Lagrange, Mecànica analítica de Lagrange i Mecànica celeste de Laplace. L'any següent quan s'examinà a Tolosa, va sorprendre el seu examinador amb el seu coneixement de Lagrange.
El 1803, entrà a l'École polytechnique de París on, a part d'alguns desencontres amb l'examinador Barruel o el professor Hassenfratz als quals, segons les seves memòries, considerava de molt baixa qualitat docent, va tenir l'oportunitat de tenir professors com Monge, Poisson o Hachette, a casa del qual va viure, i va tenir la sort de ser molt ben considerat per Laplace, qui seria el seu valedor per a que col·laborés amb el Bureau de Longitudes.
Per passar d'una divisió de l'escola a l'altra es va haver d'examinar amb Adrien-Marie Legendre. L'examen va començar amb mal peu. Legendre li va preguntar el nom i en sentir que es deia Aragó, Legendre li va dir: "llavors vos no sou pas francès". Aragó li va contestar que si no ho fos no l'haurien admès a l'escola. Legendre va insistir fins que Aragó va explicar que procedia de la Catalunya Nord, que ell li deia que era francès i que amb això n'havia de tenir prou. Aragó resolgué el primer problema de l'examen emprant una integral doble. Aquest no era el mètode que havia explicat el professor a classe i Legendre li va preguntar a Aragó d'on ho havia tret. En contestar-li Aragó que d'un llibre del mateix Legendre, aquest li respongué que adulant-lo no en trauria res. Llavors li va demanar de calcular el centre de gravetat d'un sector esfèric, en comentar Aragó que era un problema fàcil, Legendre li va dir que llavors li complicaria, que ho calculés suposant que la densitat fos variable amb el radi. Aragó va resoldre el problema de forma brillant. Al final Legendre li va dir "continueu així el segon any i encara serem bons amics".

### El viatge a la península Ibèrica
Abans d'esdevenir professor de l'École polytechnique, Francesc Aragó va viatjar per la península Ibèrica entre 1806 i 1808 (sobretot per Catalunya, les Balears i el País Valencià) amb l'objectiu de fer diversos mesuraments de l'arc meridià terrestre. La seva vocació era servir a l'artilleria, però el 1804, gràcies al consell i a la recomanació de Simeon Poisson, fou nomenat secretari de l'Observatori de París. Aleshores va entrar en contacte amb Pierre-Simon Laplace, gràcies a la influència del qual a Aragó i a Jean Baptiste Biot se'ls va encarregar la tasca de completar els mesuraments del meridià, tasca començada per J. B. J. Delambre i interrompuda d'ençà de la mort de P. F. A. Méchain el 1804.

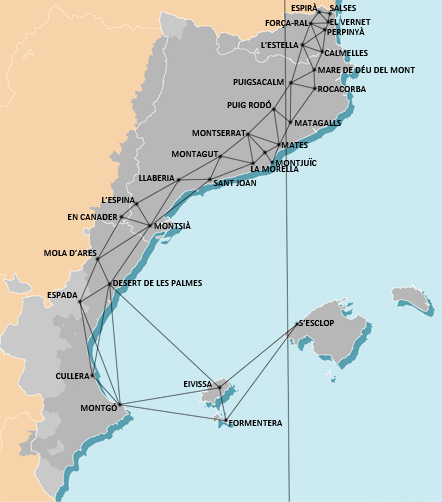
Triangulació dels Països Catalans, el triangle base és a Salses, on es mesura una distància amb alta precisió, llavors pel mètode de la triangulació es troben totes les altres distàncies mesurant únicament els angles. La línia que va de nord a sud correspon al meridià de París, sobre la longitud del qual es va definir el metre.

Aragó i Biot sortiren de París el 1806 i van començar les operacions al llarg de les muntanyes de la península Ibèrica; Biot va tornar cap a París un cop van haver determinat la latitud de Formentera, el punt més meridional de la seva expedició. Aragó va continuar treballant fins al 1809, amb l'objectiu de mesurar l'arc del meridià per determinar la longitud exacta del metre.
Aragó es lamentava de les males relacions entre catalans, valencians i aragonesos. En la seva biografia diu:
| «                | Els habitants d'aquestes tres províncies es detestaven cordialment, i no va caldre res menys que la relació d'un odi comú per fer-los actuar de manera simultània contra els francesos | » |
| — Francesc Aragó | |   |

També queda impressionat del poder que tenia l'església i de l'actuació de la inquisició espanyola. Explica que a València, mentre ell hi era, van condemnar una dona per bruixeria. Aragó diu:
| «                | Heus aquí tanmateix quins espectacles es donava al poble, al començament del segle xix, en una de les principals ciutats d'Espanya, seu d'una universitat cèlebre, i pàtria de nombrosos ciutadans distingits pel seu saber, el seu valor i les seves virtuts. Que els amics de la humanitat i de la civilització no es desuneixen; que formen, al contrari, un feix indissoluble, ja que la superstició vetlla sempre i aguaita el moment d'agafar la seva presa. | » |
| — Francesc Aragó | |   |

El 1808, les tropes de Napoleó envaïren la península Ibèrica i la guerra també arribà a Mallorca; després dels successos del 2 de maig, hom va prendre Aragó per un espia francès, idea fonamentada en les seves activitats d'observació dalt del cim de la Mola de l'Esclop. Dalt d'aquesta muntanya, en un petit observatori del qual encara es conserven les parets, Aragó triangulava entre Mallorca, Eivissa i Formentera per acabar d'estendre el meridià de París fins a les Illes. Aragó va evitar de ser linxat, com ell mateix explica:
| «                | Damien, patró del Mistic, que el govern espanyol havia posat a la meva disposició, els va adelantar i em va portar un vestit amb l'ajuda del qual em vaig disfressar. Dirigint-me vers Palma, en companyia del valent marí, vam trobar els grups que m'anaven a buscar. No se'm va reconèixer, ja que jo parlava perfectament el mallorquí. Vaig encoratjar fortament els homes d'aquest destacament a continuar la seva ruta, i em vaig encaminar cap a Palma. | » |
| — Francesc Aragó | |   |

Un cop embarcat, va demanar a Manuel Vacaro, que comandava el vaixell, que el dugués a Barcelona, però aquest s'hi va negar i per evitar ser linxat, Aragó va haver de lliurar-se voluntàriament a les autoritats, que l'empresonaren al castell de Bellver el juny del 1808. El 28 de juliol del 1808 va aconseguir fugir de Mallorca en una barca de pescadors amb la qual va arribar a Alger.
A Alger va agafar un vaixell cap a Marsella que, durant el trajecte, fou capturat per un corsari espanyol; aleshores, juntament amb la resta del passatge i la tripulació, Aragó fou conduït a Roses (Alt Empordà). A Roses, el jutge el va interrogar, Aragó viatjava amb un nom fals, i el jutge en sentir-lo parlar castellà amb accent català li va dir: "vos sou espanyol, fins i tot del Regne de València tal com veig pel vostre accent". Això era més perillós que si l'hagueren reconegut com a francès perquè el podien considerar desertor i condemnar-lo a mort. Aragó va dir que tenia do de llengües, que era mercader i que li quedava l'accent d'on havia estat comerciant. Va demanar que l'escoltés un soldat d'Eivissa a qui li va cantar una cançó popular eivissenca. El noi recordant la seva terra va arrencar a plorar i jurava que Aragó era eivissenc. Després va demanar poder parlar amb l'intèrpret de francès i aquest en sentir-lo parlar en francès assegurava sense cap mena de dubte que Aragó era francès. El jutge no el va creure, però va quedar confós, va prometre que tard o d'hora esbrinaria qui era, però Aragó va salvar la vida.
A Roses va estar empresonat fins que el traslladaren a Palamós (Baix Empordà); al cap de tres mesos, arran d'un acord amb el bei d'Alger, Aragó va poder continuar el viatge per mar cap a Marsella, però llavors, una tempesta va fer anar el vaixell cap a Bugia, on va desembarcar, i, viatjant per terra, arribà a Alger, guiat per un imam el dia de Nadal del 1808. Sis mesos després, el 21 de juny del 1809, va embarcar-se de nou a Alger cap a Marsella, on, un cop arribat, va haver de quedar-se en quarantena en un llatzeret; mentre hi era tancat, va rebre una carta d'Alexander von Humboldt; així s'inicià una relació entre tots dos científics que durà quaranta anys.

### L'ascens científic
Malgrat totes les seves peripècies dels anys 1808 i 1809, Francesc Aragó va aconseguir conservar les seves notes de treball i va protagonitzar un meteòric ascens acadèmic. Les notes foren dipositades al Bureau des Longitudes de París. Com a recompensa pel seu treball científic, el 18 de setembre fou nomenat membre de l'Acadèmia Francesa de Ciències amb només vint-i-tres anys; El mateix any va obtenir la càtedra de geometria analítica de l'École polytechnique, (succeint Gaspard Monge). Al mateix temps, Napoleó va nomenar-lo astrònom de l'Observatori de París, on va dur a terme tota una sèrie de conferències d'astronomia durant el període 1812-1845.
El 1816, juntament amb Joseph-Louis Gay-Lussac, va començar els Annales de chemie et de physique, i el 1818 o 1819 va dedicar-se amb Biot a dur a terme operacions geodèsiques a les costes de França, Anglaterra i Escòcia, així com a les illes Shetland, els resultats d'aquestes observacions i els de les realitzades a la península Ibèrica foren publicats el 1821. Immediatament, Aragó fou nomenat membre del Bureau des Longitudes i va col·laborar en els seus anuaris durant gairebé vint-i-dos anys publicant-hi importants notícies sobre astronomia i meteorologia, i a vegades algunes d'enginyeria civil o memòries de membres de l'Acadèmia.
Gràcies a aquest imparable ascens va poder dedicar-se a investigar diverses matèries. Va començar per estudiar la refracció de la llum i la seva velocitat. Va continuar per l'electromagnetisme: inventant l'electroimant i descobrint el magnetisme de rotació. Les primeres investigacions de Francesc Aragó en física, dutes a terme des del 1818 fins al 1822, foren sobre la pressió del vapor en diferents temperatures, i la velocitat del so.
Cal dir que Francesc Aragó tenia una personalitat molt empàtica, que li permeté sempre saber treballar en equip, i generós com era, compartia els seus descobriments sense reserves.

### Activitat política

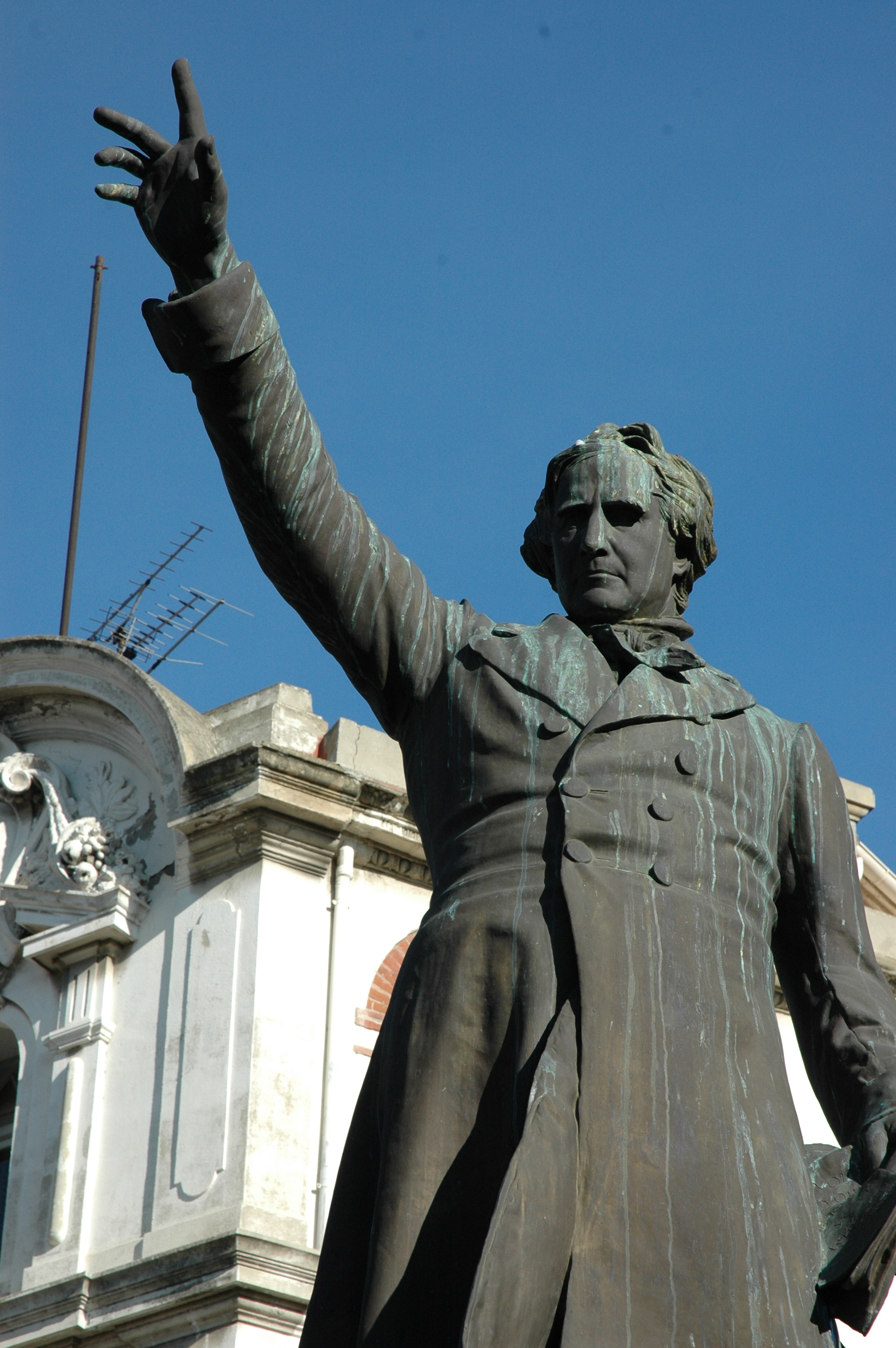
Estàtua de Francesc Aragó d'Antonin Mercié, a Perpinyà

Francesc Aragó sempre va manifestar idees republicanes, seguint l'exemple del seu pare Francesc Bonaventura Aragó, que havia participat en la Revolució Francesa quan ell encara era una criatura. El 7 de juliol del 1831 fou elegit diputat de Perpinyà pel departament dels Pirineus Orientals (a on s'integra la Catalunya del Nord); i fou reelegit fins a la revolució del 1848. Demòcrata convençut, va exigir l'establiment a França del sufragi universal.
El 27 de febrer del 1848 Aragó era un dels signants de la proclamació de la república, i immediatament era nomenat ministre de Marina i de les Colònies del govern provisional de Dupont de l'Eure: fou des d'aquest càrrec que el 27 d'abril del 1848 Francesc Aragó va signar el definitiu decret d'abolició de l'esclavisme.
Entre el 5 de maig i el 25 de juny va exercir les funcions de cap d'estat com a president de la Comissió Executiva. Fou partidari de la repressió de les revoltes populars durant aquell mes de juny per tal d'estabilitzar la segona república.
Va dedicar la seva activitat política cap al foment de la instrucció pública, la retribució dels inventors i la difusió de les ciències experimentals. Amb aquest programa va fer concedir una recompensa a Louis-Jacques Daguerre per l'invent de la fotografia, s'ocupà de la publicació de les obres de Fermat i Laplace, va adquirir el museu de Cluny, així com impulsà la construcció de ferrocarrils i telègrafs elèctrics.
Amb el cop d'estat del president Lluís Napoleó del 2 de desembre del 1851 Aragó, fidel a les seves idees republicanes, refusà jurar lleialtat al nou dictador i va dimitir del seu càrrec de director de l'observatori de París. Però Napoleó feu una excepció amb ell i va rebutjar la seva dimissió.

## La investigació científica de Francesc Aragó

### L'Experiment de 1810. Descobriment de la invariabilitat de la velocitat de la llum
Els primers treballs de física d'Aragó són relatius a òptica. El 1810 fa un experiment important, que presenta oralment a l'Acadèmia de Ciències el 10 de desembre del 1810 (tot i que no es va publicar fins al 1853, just abans de la seva mort, més de quaranta anys més tard): es tractava de mesurar la velocitat de la llum que ve dels estels, comparant el valor al matí a les 6 h i al vespre a les 18 h. A les 6 h, quan s'observa un estel al zenit, la Terra s'apropa a l'estel, s'hauria de mesurar c + V, on V és la velocitat tangencial de rotació de la Terra i c la velocitat de la llum; a les 18 h, per a un estel al zenit, la Terra s'allunya, s'hauria de mesurar c - V. Ara bé l'experiència va resultar negativa. Les diferències observades van ser molt petites, del mateix ordre de magnitud que les observades entre diferents estels i perfectament atribuïbles a errors d'experimentació. A l'octubre, Aragó repeteix l'experiment i el resultat torna a ser el mateix. La velocitat de rotació de la terra al voltant del sol tampoc no afecta la velocitat observada de la llum.
En aquest experiment Aragó no mesura directament la velocitat de la llum, sinó que ho fa indirectament a partir de l'índex de refracció. Això fa que hi hagi una possible explicació que permeti conciliar aquest resultat amb les lleis de Newton, Aragó diu:
| «                | Sembla fins i tot que no se'n pot donar raó més que suposant que els cossos lluminosos emeten raigs amb tota mena de velocitats, amb la condició que s'admeti igualment que aquests raigs no són visibles més que quan les seves velocitats estan compreses entre uns límits determinats: sota questes hipòtesis, en efecte, la visibilitat dels raigs dependrà de les seves velocitats relatives, i, com que aquestes velocitats determinen la quantitat de refracció, els raigs visibles seran sempre igualment refractats | » |
| — Francesc Aragó | |   |

L'única forma de resoldre la qüestió era la mesura directa de la velocitat de la llum. La idea general de determinació experimental de la velocitat de la llum en la manera com la dugueren a terme Hippolyte Fizeau i Léon Foucault fou suggerida per Aragó el 1838, però els seus problemes de visió li impediren participar en els experiments.
Aquests resultats són els que van donar pas a la teoria de la relativitat.

### Òptica i teoria ondulatòria de la llum
Inicialment Aragó era partidari de la teoria corpuscular de la llum. El 1811 va presentar dues memòries a l'Acadèmia, la primera sobre el color de les làmines primes i la segona sobre la polarització dels colors. Aquest treballs el portaren a dubtar sobre "el sistema d'emissió"
Aragó, conjuntament amb Jean-Augustin Fresnel en el camp de l'òptica, va desenvolupar la teoria ondulatòria de la llum.
El 1818, Siméon Denis Poisson, a partir d'aquesta teoria ondulatòria de la llum, va deduir que si la teoria fos certa, al centre de l'ombra d'un objecte circular opac hi hauria d'aparèixer un punt brillant, cosa que no succeïx en la teoria corpuscular. Amb aquest resultat contrari a la intuïció, Poisson creia que demostrava la falsedat de la teoria ondulatòria de la llum. Però Aragó en comptes de confiar en la intuïció va realitzar els experiments pertinents i va observar el que avui s'anomena el punt d'Aragó. Amb això la natura ondulatòria de la llum va guanyar una evidència important.
Aragó i Fresnel van experimentar sobre la polarització de la llum i dels resultats de les seves experimentacions, inferiren que la vibració de l'èter lluminós eren transversals a la direcció del moviment i que la polarització consistia en una resolució d'un moviment rectilini en els components a angles rectes l'un de l'altre.
La posterior invenció del polariscopi i el descobriment de la polarizació rotativa es deuen a Aragó.

### Electromagnetisme
Aragó va presenciar l'experiment d'Ørsted a Ginebra en què el corrent elèctric desvia una agulla imantada i el va repetir a París animant a Ampère a investigar sobre el fenomen.
Entre 1823 i 1826, Aragó es dedicà a l'estudi del magnetisme. Va descobrir la imantació de ferro per un corrent elèctric i juntament amb Ampère va construir el primer electroimant.
Va descobrir allò que s'anomena magnetisme rotatori: Que una agulla imantada a prop d'un disc metàl·lic, en girar el disc es transmet el gir a l'agulla. Aquest fenomen és el principi en què es basen el fre elèctric i el motor d'inducció.
Va descobrir el paramagnetisme i el diamagnetisme en observar que molts cossos poden ser magnetitzats.
Aquests treballs sobre la inducció, que Faraday va explicar, completar i difondre més tard, van valer a Aragó d'obtenir el 1825 la medalla Copley de la Royal Society de Londres.

### Meteorologia i geofísica
El desembre del 1835 Aragó exposa a l'Acadèmia la llei empírica que defensa que la temperatura a la Terra augmenta un grau en augmentar 26,6 metres la profunditat. Amb això conclou que la calor de la terra no prové només del Sol, sinó de la seva mateixa constitució física.
Aquesta observació la va poder fer gràcies a l'excavació d'un pou artesià per subministrar aigua a París, que va impulsar des del seu càrrec de regidor de la ciutat. L'any 1837 s'havien excavat 500 metres sense trobar aigua. Aragó va defensar l'èxit de l'obra afirmant que estava garantit si es perseverava, també va defensar l'aprofitament de l'energia geotèrmica. Finalment el 26 de febrer del 1841 en arribar a 541 metres de profunditat va brollar aigua de gran puresa a 27,7 graus de temperatura.
Aragó es va interessar especialment pel magnetisme terrestre, el 1823 va establir a l'observatori un gabinet magnètic i va realitzar a prop de 150.000 mesures.
Aragó també va efectuar nombrosos inventaris meteorològics sistemàtics, els resums dels quals va publicar de 1816 a 1830 en els Annals de química i de física.

### La recerca en l'instrumentari científic

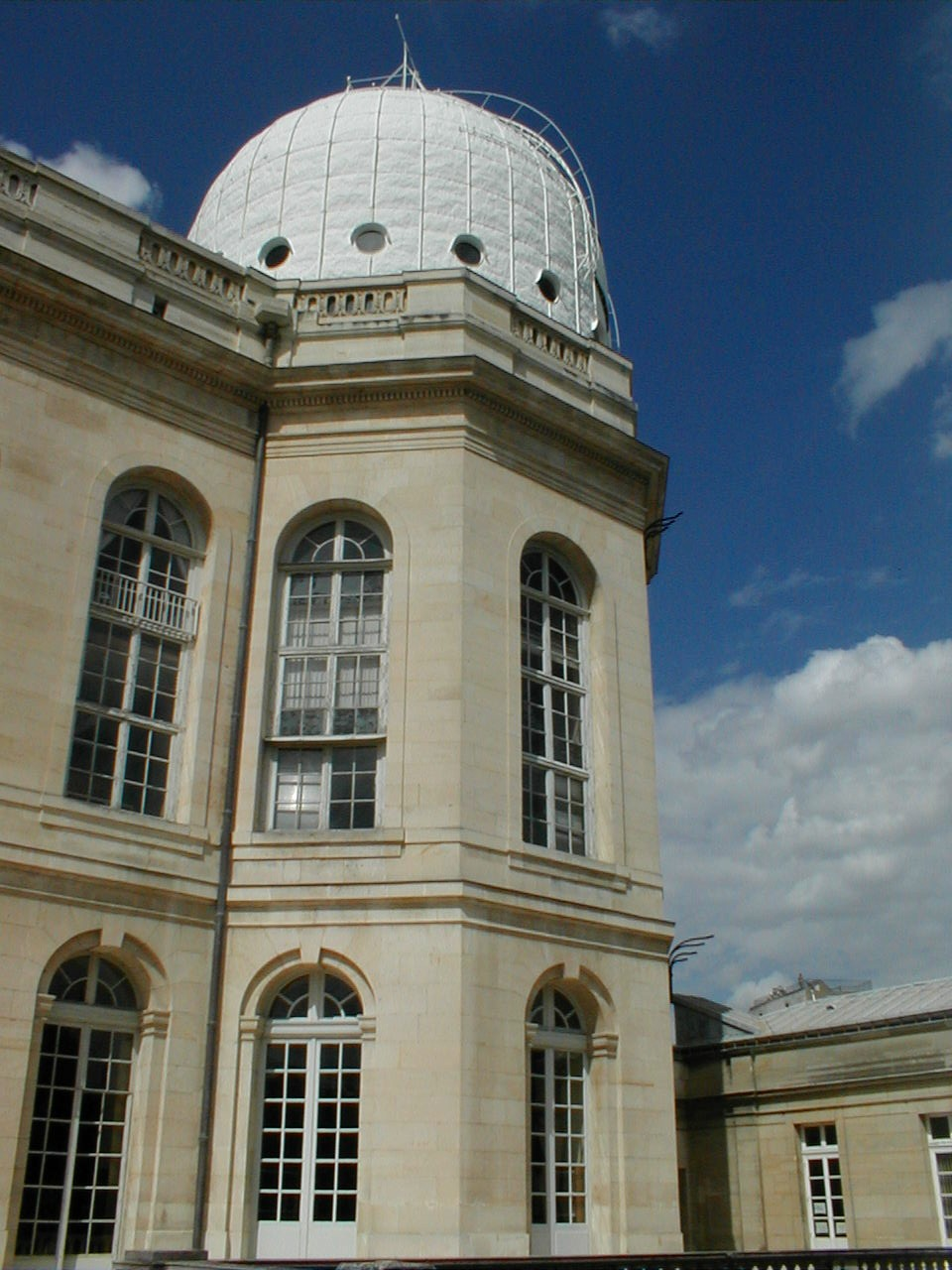
Cúpula Aragó a l'Observatori de París.

Aragó es va interessar especialment pel desenvolupament dels instruments científics. El seu interès tenia un doble vessant: científic i polític. Li inquietava la supremacia de la instrumentació científica anglesa i volia potenciar la instrumentació i la indústria nacionals. Va col·laborar amb diversos industrials com N. Fortin (1750-1831), H.-P. Gambey (1787-1847), o J.-B. F. Soleil (1798-1878) i Hippolyte Pixii (1832-1835).
Aragó mateix va inventar diversos instruments científics que a més de permetre-li fer interessants descobriments varen ser comercialitzats:
- El polariscopi. Instrument que permet veure si una llum està polaritzada. El d'Aragó fa servir la polarització rotativa i cromàtica que ell havia descobert.
- El polarímetre. Per mesurar la fracció polaritzada d'una llum.
- El cianòmetre. Per mesurar la intensitat del color i la intensitat del blau del cel.
- El cianopolarímetre. Que a més permet mesurar la taxa de polarització de la llum del cel de dia.
- El fotòmetre d'Aragó. Instrument diferent del fotòmetre. En comptes de mesurar la intensitat de la llum serveix per a comparar la intensitat de la llum transmesa i de la llum reflectida per un vidre, en funció de l'angle d'incidència de la llum.

A més Aragó fa construir instruments especials, com ara el ja esmentat per a mesurar directament la velocitat de la llum basat en miralls rotatius. Un instrument per a mesurar la diferència de velocitat de la llum a l'aigua i a l'aire per tal de verificar la teoria ondulatòria o la corpuscular de la llum. Un micròmetre d'alta precisió. El 1845 fa construir la que avui s'anomena cúpula Aragó de la torre est de l'Observatori de París, malauradament no la va poder veure acabada de muntar amb la gran lent de 38 cm de diàmetre.
També promogué el desenvolupament d'invents que tenien doble aplicació: industrial i científica. Va fer que l'estat adquirís la patent del daguerreotip. Fizeau i Léon Foucault van prendre els primers daguerreotips del sol.
Examinant els daguerreotips del Sol i comparant la llum polaritzada dels cometes i del Sol, Aragó va concloure que la superfície del Sol està composta de gas a alta temperatura. En paraules de l'astrònom Félix Tisserand (1845-1896): "Aragó introdueix la física dins de l'astronomia" fundant el que més endavant s'anomenaria astrofísica. Tot i que sovint els historiadors la fan néixer equivocadament el 1860, quan Gustav Robert Kirchhoff i Bunsen fan servir l'espectrometria per determinar els elements químics que componen el Sol.

### Influència científica d'Aragó
A banda dels seus propis treballs Aragó va ser un impulsor i divulgador de la ciència i la tècnica. Mots científics del seu temps es van beneficiar del suport i de les idees d'Aragó, animant Ampère a interessar-se pels fenòmens electromagnètics, suggerint a Le Verrier (alumne seu) la forma d'analitzar les anomalies de l'òrbita d'Urà, i a partir d'aquí va deduir que hi havia d'haver un planeta nou desconegut fins aleshores, del qual va calcular la posició exacta. Llavors els astrònoms van observar el lloc predit per Leverrier i van poder observar Neptú. Aragó va defensar aferrissadament, sense èxit, que el nou planeta es digués Le Verrier en honor del seu alumne, va presentar el pèndol de Léon Foucault a l'observatori i va empènyer Hippolyte Fizeau a interessar-se per la velocitat de la llum.
L'any 1812 Aragó rebé l'encàrrec d'impartir un curs públic d'astronomia. Inicialment el curs estava destinat a navegants i astrònoms, però les seves qualitats de pedagog i la seva eloqüència van atreure aviat un públic molt més ample a l'Observatori de París, i després al Col·legi de França. Calia tanmateix un lloc d'acollida de la mida d'aquest èxit. A l'ala Oest de l'Observatori es va construir un amfiteatre que es va acabar al febrer del 1841. Aquest amfiteatre, "d'un luxe escandalós" segons deia amb humor Aragó, podia acollir 800 oients. Aragó hi va fer cursos fins al 1846.
Conjuntament amb Gay-Lussac edità els Annales de chimie et de physique.
Aragó va fer profundes reformes a l'Acadèmia de les Ciències, imposant-li la missió de divulgació de la ciència. El 23 de març del 1835, va proposar que publiqués cada setmana un informe fidel de les seves sessions. La decisió va ser presa el 13 de juliol del 1835 i el primer fascicle setmanal de les sessions de l'Acadèmia de les ciències va aparèixer el 3 d'agost. Gràcies a Aragó, les sessions de l'Acadèmia es van fer accessibles al públic i als representants de la premsa, cosa que va suscitar violentes reaccions, sobretot la de Guglielmo Libri, el seu principal enemic a l'Acadèmia.

## Reconeixements

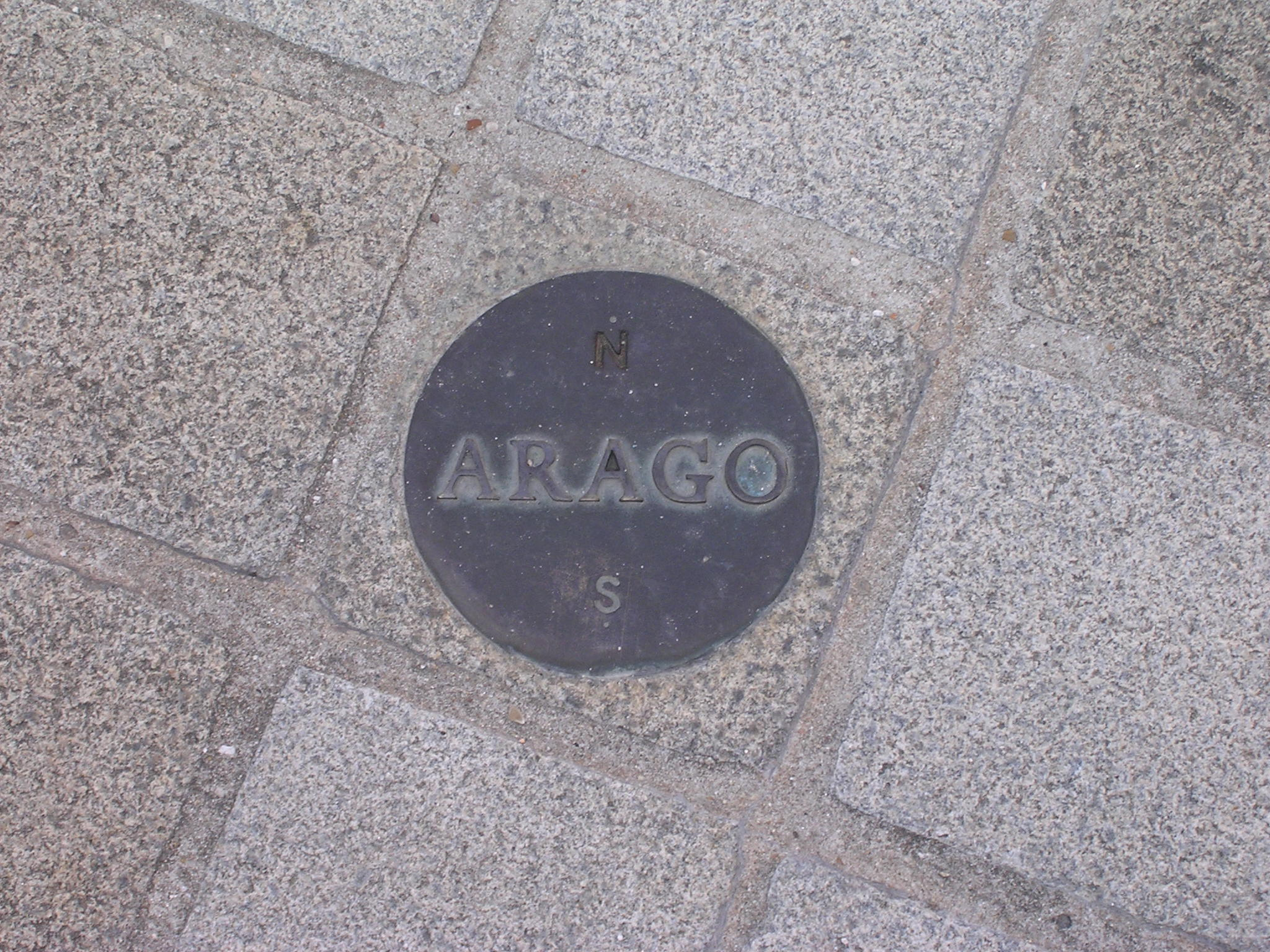
Una de les 135 inscripcions al llarg del meridià de París en homenatge a Aragó

Tomba d'Aragó al cementiri del Père-Lachaise.

Aragó ha rebut nombrosos homenatges, premis i reconeixements a la seva trajectòria i a la seva obra.
Porten el nom d'Aragó:
- L'asteroide 1005
- El quart anell de Neptú: Anell d'Aragó.
- Un cràter de la Lluna.
- Un cràter de Mart.[38]
- El Liceu més gran de Perpinyà
- L'Associació per a l'estudi de física aplicada de la Universitat de Twente.

L'any 1825 rebé la Medalla Copley per:
| « | Pel descobriment de les propietats magnètiques de les substàncies que no contenen ferro. Pel descobriment de la capacitat de diversos cossos, principalment metal·lics, de rebre impressions magnètiques d'aquesta, tot i que més evanescent manera que l'acer mal·leable, i en un grau infinitament menys intens. | » |

L'any 1850 rebé la medalla Rumford per:
| « | Per les seves investigacions experimentals sobre la llum polaritzada, les memòries concloents dels quals van ser comunicades a l'Acadèmia de Ciències de París durant els últims dos anys. | » |

L'Homenatge a Aragó és un monument a París que es presenta sota la forma d'una sèrie de medallons amb el nom d'Aragó, al terra de la ciutat al llarg del meridià. Fou realitzat amb motiu del 200 aniversari del naixement d'Aragó.
És un dels savis que té inscrit el seu nom al primer pis de la Torre Eiffel, a la cara de l'Escola Militar.

### Aragó a les novel·les de ciència-ficció de Jules Verne
Jules Verne fa referència a Aragó diverses vegades a les seves obres d'aventura:
- A De la Terra a la Lluna (1865), al capítol XXII posa en boca d'Aragó ("un dels nostres més grans savis"), que: "moltes persones de molt de seny i reservades en llurs concepcions es deixaven dur per una gran exaltació a increïbles singularitats, totes les vegades que de la Lluna es tractava".[40]
- A Hector Servadac (1877). El pas d'un cometa arrabassa fragments de la Terra. Quan els protagonistes, pensant que encara són a la Terra, cerquen les Balears, només troben un penyal de Formentera on un savi els explica el que ha passat. Aquest savi en totes les seves explicacions invoca l'autoritat de Francesc Aragó.[41]
- A la novel·la Clovis Dardentor (1896) passen dos capítols a Mallorca. En un dels capítols visiten el castell de Bellver, on surt el tema del mesurament del meridià fins a Formentera i l'empresonament d'Aragó.[41][42]